# Gyurkó István
Gyurkó István (Encs, 1924. január 28. – Kolozsvár, 1990. május 13.) erdélyi magyar zoológus, hidrobiológus, állatökológus, egyetemi tanár.

## Életpályája
A miskolci Fráter György Gimnáziumban érettségizett (1941), Kolozsváron a mezőgazdasági főiskolára iratkozott be, majd a háborús események miatti megszakítás után a Bolyai Tudományegyetemen végezte be tanulmányait (1948); itt Kesselyák Adorján zoológiaprofesszor irányította a hidrobiológia felé. Diplomadolgozatát az erdélyi kékmoszatokról írta, doktori disszertációját a paduc biológiájának tanulmányozásáról Bukarestben védte meg (1961). A Bolyai Tudományegyetemen kezdte el pályáját, 1952-től előadótanár, 1978-tól az egyetemi tanár. Számos kitűnő tanítványa volt, köztük Kiss János Botond, aki később a madártanra specializálódott.
Fontosabb kutatási területe: az édesvízi halak táplálékalapjának, korhoz, nemhez, évszakhoz, napszakhoz kötött táplálkozásdinamikájának tanulmányozása; az édesvízi halpopulációk szerkezete és dinamikája; az édesvízi halfajok mesterséges megtermékenyítése, a halak növekedési ritmusa; általános állatökológia. Eredményeit a hazai és külföldi szakirodalom egyaránt számon tartja. Szaktanulmányai főként a Buletinul Institutului de Cercetări Piscicole, Studii şi Cercetări Biologice–Cluj, Studia Universitatis Babeş–Bolyai, Aquila, Archiv für Hydrobiologie, Voproszi Ichtiologii, Vertebrata Hungarica, Állattani Közlemények, Studii şi Cercetări Biologice, Hidrobiologia című folyóiratokban, valamint múzeumi évkönyvekben és gyűjteményes kötetekben román, német, orosz, angol és magyar nyelven jelentek meg. Tudományos ismeretterjesztő írásait az Igazság és Hargita napilapok, a Natura, Vînătorul şi Pescarul Sportiv című folyóiratok közölték.
Számos hazai és külföldi hidrobiológiai, ichtiológiai monográfia munkatársa; társszerzője Csűrös István Excursii în Munţii Retezatului (1971) és Az Erdélyi Mezőség élővilágáról (1973) című munkáinak, Szabó Zsigmond A mozgás biológiája (1976) című kötete egyes fejezeteinek. Több egyetemi jegyzetet írt (Állattan I. 1951; Állattan II. Gerincesek. 1977, 1982; Állattan. Gyakorlatok II. Gerincesek. 1978); a Tankönyvkiadó külső munkatársaként románból és oroszból szakfordítást végzett. A  Biológiai kislexikont szerkesztette.

## Kötetei
- A halak élete (1960);
- Zoologia vertebratelor (társszerzők Z. Feider, Al. V. Grossu és V Pop, 1963, 1967, 1976);
- Édesvízi halaink (1972);
- Állat és környezet (1979);
- A halak világa (1982).